# Reuterweg (Visbek)

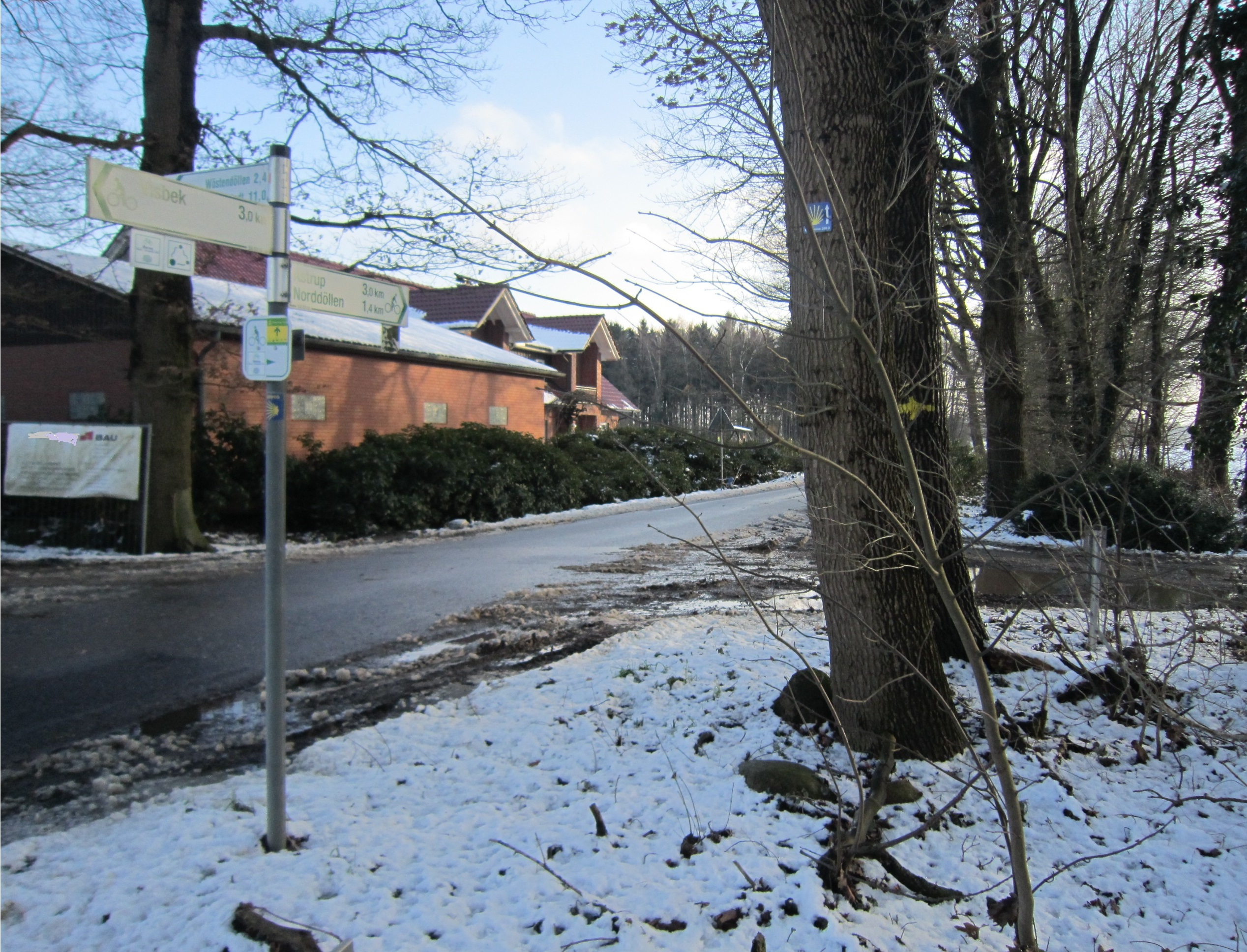
Kreuzung Reuterweg (von links nach rechts) / Pickerweg

Reuterweg ist heute der Name eines Wanderwegs in der Gemeinde Visbek im niedersächsischen Landkreis Vechta. Der Weg ist zugleich ein Abschnitt einer Altstraße, die von den Niederlanden über das Emsland, die Hunte und die Weser überquerend, in die Lüneburger Heide führte.

## Heutiger Verlauf
Der Weg beginnt heute in der Visbeker Bauerschaft Hagstedt in einer Obstplantage. Er verläuft in Richtung Osten an einer zum Naturdenkmal erklärten Hängebuche vorbei auf die Landstraße zwischen Vechta und Visbek zu, überquert diese nördlich von Astrup, kreuzt nördlich von Norddöllen den Pickerweg und endet in Wöstendöllen. Dabei verläuft er südlich des Visbeker Ortskerns. Gelegentlich wird auch der westlich von Hagstedt gelegene Teil der ehemaligen Altstraße Reuterweg genannt (z. B. von der Gemeinde Emstek).

## Verlauf der Altstraße

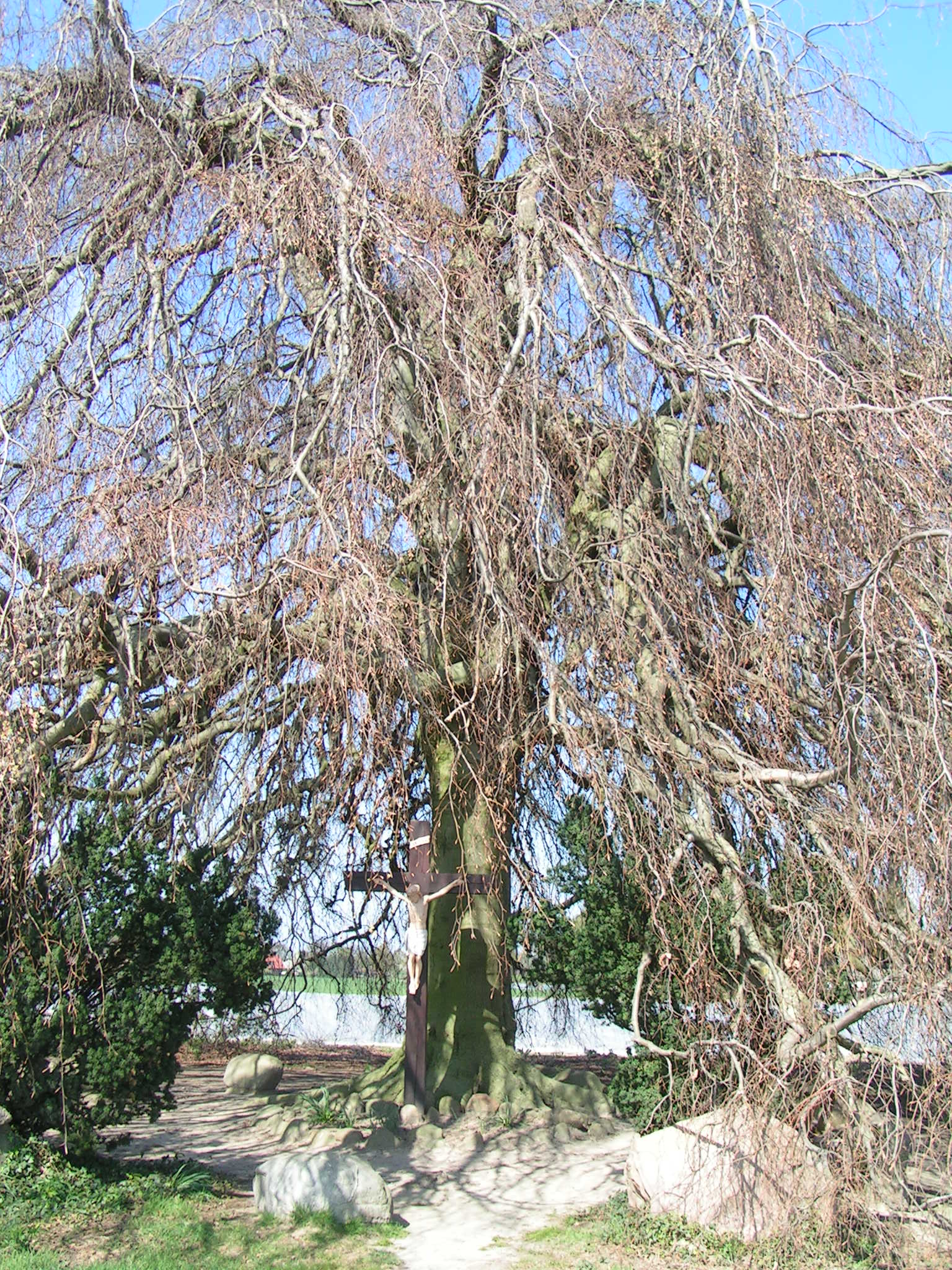
Wegkreuz unter einer Trauerbuche am Reuterweg in Hagstedt

Bereits in der Bronzezeit soll es einen Handels- und Heerweg zwischen der mittleren Ems und der mittleren Weser gegeben haben. Reste dieses Weges waren im 19. Jahrhundert noch in der Landschaft auszumachen. Sie wurden 1888 von Friedrich von Alten kartographiert. Die damals noch existierenden Wege bezeichnete von Alten als „Kriegerpad“, „Herzog-Erich-Weg“ und „Reuterweg“. Von Altens Karte suggeriert, dass diese scheinbar kurzen Wege Teile des bronzezeitlichen Fernwegs seien, die bei Bühren in den Folkweg übergegangen seien. Diese Meinung vertritt auch Theodor Mommsen.
Bernd Ulrich Hucker zufolge lief der Reuterweg nicht auf die Huntebrücke bei Bühren, sondern auf die „Goldene Brücke“ südöstlich des Ortskerns von Goldenstedt zu.
Eine mögliche Erklärung für die unterschiedlichen Auffassungen über den Verlauf des Folkwegs liefert Ernst Dünzelmann: Der „Folcweg“ habe zur Sachsenzeit den Dervegau vom Lorgau getrennt und die Grenze zwischen den Bistümern Bremen und Minden gebildet. Diese sei von Osten her auf Goldenstedt und von dort auf den Reuterweg zugelaufen. Später sei „die Grenze der bremischen und mindenschen Diöcese etwas weiter nordwärts“ verlaufen. Das sei der Grund dafür, dass man angenommen habe, der Folkweg habe die Hunte bei Bühren überquert. Einer anderen Erklärung zufolge lief jener Volkweg (hier ist der Begriff als Gattungsbegriff zu verstehen), der bei Bühren die Hunte überquerte, nicht auf den Reuterweg zu, sondern folgte ab Bühren dem Flusslauf der Hunte bis nach Oldenburg.